# Ludmila Reitmayerová
Ludmila Reitmayerová (1903, Přerov -1991, Přelouč) byla první žena v ČSR, která zastávala funkci ředitelky gymnázia[zdroj?] (Gymnázium Pardubice v letech 1948-1960) a byla autorkou pedagogických děl poplatných době vzniku.[zdroj?]
Narodila se v Přerově, jejím otcem byl Vincenc "Čeněk" Slepánek. Vystudovala botaniku a vyučovala přírodopis. Přispěla do botanickách sbírek, které spravuje Východočeské muzeum v Pardubicích.
Její manžel RNDr. Jan Stanislav Reitmayer (1905, Černožice nad L.- 1978 Pardubice) byl zástupce ředitele na střední škole potravinářské technologie. 

## Dílo
Učitelé - starší přátelé svazáků : (K problematice práce školských organizací ČSM) : Sborník výňatků z prací Jiřího Lukše, Oldřicha Medka a Ludmily Reitmayerové / Red., úv. [a doslov] naps. Karel Solar